# No me pises que llevo chanclas
No me pises que llevo chanclas è un gruppo musicale spagnolo pop rock formatosi a Los Palacios nel 1986.
Il gruppo suona un pop rock con testi umoristici ed è uno dei gruppi andalusi più famosi in Spagna.

## Album
- No me pises que llevo chanclas (Agropop) (1989)
- Buenos días te lo juro (1990)
- Estamos mu contentos (1991)
- Lo + agropop (1992)
- Melodías en adobo (1992)
- Perdonen las disculpas (1994)
- Los grandísimos éxitos de No me pises que llevo chanclas (1996) (raccolta)
- ¿Me corto las venas... o me las dejo largas? (1998)
- Con chanclas y a lo loco (2000)
- Superhéroe agropó (2009)

## Componenti
- Pepe Begines
- Álvaro Begines
- Pepe Linero
- Salvador Romero

### EX-componenti
- Francisco Gómez
- José Manuel Ruiz
- Manolo Pérez
- Paco Machuca
- José Manuel Alonso